# Michael Walzer
Michael Walzer (3/3/1935) là một trong số các triết gia chính trị hàng đầu của Mỹ, giáo sư về hưu của Institute for Advanced Study, Đại học Princeton ở New Jersey, đồng thời là tổng biên tập tạp chí khoa học Dissent, theo thiên hướng cánh tả, ra hàng quý, về chính trị và văn hóa. Các đề tài của ông trải rộng từ tính hợp pháp của các cuộc chiến cho tới dân tộc và nhân chủng học, kinh tế, xã hội và trách nhiệm chính trị, với 27 sách và 300 bài viết, thành viên của hội triết gia Hoa Kỳ.
Sinh ở New York City, nhưng Walzer xuất thân từ một gia đình Do Thái gốc Đông Âu, được đào tạo bậc đại học trong ngôi trường Do Thái đầu tiên trên đất Mỹ Brandeis University. Một phần do môi trường chính trị Hoa Kỳ không có nhiều chỗ hoạt động cho cánh tả mà ông quyết định xuống đường cùng phong trào sinh viên chống Chiến tranh Việt Nam.
Một trong số các phạm trù chính của Walzer là khái niệm communitarianism trong chính trị học, bên cạnh các tên tuổi như Alasdair MacIntyre và Michael Sandel. Khái niệm này có lẽ nên được tạm dịch là Chủ nghĩa cộng đồng, vì nó liên quan và bắt nguồn từ chữ community, và đề cao các giá trị chung trong khuôn khổ xã hội công dân (civic society) như một phản đề đối với chủ nghĩa cá nhân, và có khác với communalism, tức là Chủ nghĩa công xã, và tất nhiên còn khác xa với Chủ nghĩa cộng sản - communism. Walzer cũng đóng góp nhiều trong lý thuyết về cuộc chiến chính nghĩa - just war.
Walzer cho rằng mỗi lý thuyết chính trị cần phải khởi nguồn từ một xã hội nhất định với truyền thống và văn hóa riêng, phản đối xu hướng trừu tượng hóa triết học chính trị. Mô hình communitarian theo cách hiểu của Walzer là một xã hội với những sự bình đẳng không đồng nhất - complex equality. Theo đó, thước đo của bình đẳng không chỉ đơn giản là vật chất hay đạo đức, mà nên hiểu theo nghĩa công bằng một cách công bình (egalitarian justice), tức là phân phối hàng hóa (vật chất và đạo đức) tùy thuộc vào giá trị xã hội của nó và không được phép (tiền và quyền lực chính trị cũng là một thứ hàng hóa) chiếm ưu thế hoặc thay đổi sự phân phối của các loại hàng hóa khác trong các lãnh vực khác. Theo đó công lý là tiêu chuẩn đạo đức hàng đầu của mỗi xã hội và dân tộc cụ thể, chứ không thể trừu tượng và khái quát hóa được.
Quay trở lại các công trình của Walzer thì có một vấn đề đáng chú ý, đó là phương pháp hay còn có thể coi là nhân sinh quan của ông trong nghiên cứu xã hội, có thể áp dụng rộng. Với xuất phát điểm là coi xã hội như một quần thể hay chính xác hơn là thực thể (có tồn tại trong thế giới thực ontology chứ không phải là quần thể trong tư duy epistemology) tạo thành từ nhiều khu vực tự hành (autonomic sphere), tức ủng hộ pluralism trong phương pháp, mà cho phép người nghiên cứu thoát ra khỏi lối tư duy cổ điển theo kiểu khung và phân chia. Có thể tạm mô tả phương pháp nghiên cứu của Walzer như người vẽ bản đồ, tức là xác định các điểm và bề mặt có ranh giới rõ ràng, dùng được cả cho những điểm tựa vật chất lẫn trừu tượng như biểu tượng và thần thoại.